# Idaea deitanaria
Idaea deitanaria là một loài bướm đêm trong họ Geometridae.